# Armak
Armak (en rus: Армак) és un poble de la República de Buriàtia, a Rússia, segons el cens del 2020 tenia 472 habitants.